# 船の墓場
船の墓場（ふねのはかば）とは、船の解体場、難破船が続出する海域、大被害を出した戦場などのことである。

## 船の墓場の一覧
船の解体場
海上交通の難所
- ブラックプール - ブラックプールの難破船
- セブンストンリーフ - セブンストンリーフの難破船一覧
- サルガッソ海
- バミューダトライアングル
- ホーン岬
- フォルス湾
- フルニ島 - イーカリアー海
- アフリカの難破船一覧
- オーストラリアの難破船一覧
- 関門海峡 - 複雑な地形と海流、そして通行量により海上交通の難所となっている。過去には、壇ノ浦の戦いや下関戦争が行われ、第二次世界大戦時には多くの機雷が散布された。

その他
- アイアンボトム・サウンド - 激戦地
- 五島列島沖 - 第二次世界大戦後、アメリカ軍によって旧日本軍の潜水艦24隻が沈められ、潜水艦の墓場となった。攻撃を受けて沈められたので自沈させた若狭湾の三隻より損壊がある。
- スカパ・フロー - 第一次世界大戦でドイツ海軍の軍艦が接収を避けるために一斉自沈させた海域(スカパ・フローでのドイツ艦隊の自沈)。
- バシー海峡 - 海上交通の要衝。戦時中、アメリカ軍によって多くの日本の輸送船が沈められたことから「輸送船の墓場」と呼ばれる。
- ビキニ環礁 -  アメリカ軍が核実験場とした。多くの標的艦が沈む。
- スクーダレヴ沈没船群 - ヴァイキングが港湾のバリケードとするため沈めた沈没船群。
- デッドライト作戦 - 第二次世界大戦後、連合国に降伏した潜水艦を沈めた計画。スコットランドの軍港ライアン湖、北アイルランドのロンドンデリーを出発後、北アイルランドの北西にある自沈海域に行く前に沈んでいったため、帯状に沈没船が連なっている。